# Демская, Александра Андреевна
Александра Андреевна Демская (15 августа 1917, Туапсе, Туапсинский округ, Черноморская губерния, Российская империя — 25 января 1994, Москва, РФ) — советский архивист, москвовед и музеевед.

## Биография
Родилась 15 августа 1917 года в Туапсе в семье инженера-геолога. Решила отправиться на учёбу в Москву и в 1935 году поступила в Историко-архивный институт, которая окончила в 1940 году и затем устроилась на работу в Архив Кабардинской АССР. После начала ВОВ данный архив был эвакуирован, она от эвакуации отказалась и в 1942 году ушла добровольцем в партизанский отряд, а в декабре этого же года перешла на линию фронта. В связи с ухудшением состояния здоровья, она в 1943 году была демобилизована и в это же самое время устроилась на работу в систему Промкооперации и работала до 1945 года в Кабардинской АССР, а в 1945 году была приглашена в Москву и проработала в этой же организации до 1949 года. С 1949 по 1951 год оставалась без работы, когда в 1951 году она была приглашена в Музей изобразительных искусств имени А. С. Пушкина в должность научного сотрудника (комплектация и изучение архива музея), вскоре она долгие годы заведовала архивом. В этом музее она проработала 43 года, фактически до своей смерти. Многие её научные работы она посвятила истории музея. С 1959 по 1970 год принимала участие в работе Закавказской археологической экспедиции по раскопкам Урарту. В связи с огромным вкладом в развитие культуры, в 1979 году ей было присвоено звание заслуженного работника культуры РСФСР. Также занималась москвоведением — изучала историю района Волхонка и биографии коллекционеров-москвичей. Долгие годы посвятила работе в Обществе охраны памятников истории и культуры.
Скончалась 25 января 1994 года в Москве. Похоронена на 6-м участке Пятницкого кладбища.